# العریف
ال عریف یک منطقهٔ مسکونی در یمن است که در استان صنعا واقع شده‌است.